# Frédéric Joliot-Curie
Jean Fréderic Joliot (IPA: [ʒɑ̃fʁedeʁik ʒɔˈljo]), későbbi nevén Frédéric Joliot-Curie (IPA: [fʁedeʁik ʒɔˈljokyˈʁi]) (Párizs, 1900. március 19. – Párizs, 1958. augusztus 14.) Nobel-díjas kémikus és világhírű atomfizikus.
A második világháború alatt Franciaországban végzett kutatásai alkalmával meglátta, hogy bizonyos körülmények között egy urántömegben lehetséges láncreakciót létrehozni. Ugyanakkor a nehézvíz, a deutériumoxid lehetőségeit is felértékelte. A mesterséges atommaghasadás robbantásra való használatát a második világháború alatt szabadalmaztatva a folyamat leírása nélkül is, akaratlanul is segítségére volt a német atomkutatásnak. Belátva ezt, párizsi kutatóintézetében tárolt kísérleti anyagok jó részét, kutatási jegyzeteivel és a szabadalom leírásával együtt sikerült két jeles kutatójával Angliába küldenie laboratóriumának megszállása előtt, de a megszállást nem tudta megakadályozni és bele kellett egyeznie, hogy kutatását német vezetés alatt folytassa. Ezalatt azonban titokban az úgynevezett résistance interne, vagyis francia „belső ellenállás” céljait is támogatta. A háború után aktív harcosa lett az atomenergia békés alkalmazásárt küzdő mozgalomnak.

## Ifjúkora
Jean Frédéric Joliot 1900. március 19-én egy kereskedő családban született Párizsban. Egyetemi képesítését a Párizs városi fizikai és kémiai ipari főiskolában (École supérieure de physique et de chimie industrielles de la ville de Paris, röviden ESPCI Paris) nyerte 1925-ben.

## Munkássága
Frédéric 1925-ben a kétszeres Nobel-díjas Marie Curie igazgatása alatti Institut du Radium, vagyis Rádium Intézetben kapott alkalmazást, mint asszisztens. Egy évvel később elvette feleségül főnöke lányát, Irène Curie-t. Ekkor határozták el közösen, hogy családi nevüket Joliot-Curie névre fogják megváltoztatni. Marie Curie ösztönzésére 1930-ban Fréderic doktori disszertációt nyújtott be a radioaktiv elemek elektrokémiája témájával.
Ebben az időben sokat dolgozott feleségével együtt az atom szerkezetén. Természetes radioaktív kisugárzást használtak azok kémiai elemekre való hatásának tanulmányozására. Így figyelték meg, hogy a besugároztatott elem kémiailag megváltozott és kémiai elemek eddig ismeretlen változatai, izotóp-jai jöttek létre. Az atommagon végzett munkájuk sokat segített a neutron felfedezésében (Chadwick 1932) és a pozitron felfedezésében (Anderson 1932) de saját felfedezésük, a radioaktív sugárzás mesterséges úton való gerjesztése 1934-ben ugyancsak nagy fontosságú volt, amiért 1935-ben közösen Nobel díjat kaptak.
Frédéric 1937-ben elfogadta a neves Collège de France által felajánlott nukleáris kémia professzori állását, a velejáró igazgatói kinevezéssel a „Tudományos kutatás nemzeti pénzügyi alapjának” „atomos szintézis laboratóriuma” Laboratoire de synthèse nucléaire de la Caisse national de la recherche scientific élére.
Miután 1939. január 16-án Otto Hahn és Fritz Strassmann bebizonyította, hogy neutronbombázással az urán atommag meghasad, minden atomkutató célul tűzte ki magának, hogy ezt a jelenséget a maga részéről is bebizonyítsa. Frédéric ezen gondolkozva rájött, hogy a jelenség láncreakció létrehozásához is vezethet, ha a hasadást elég nagy urántömegben végzik. Így már két héttel a közlemény tudomásulvétele után értesítette ezen lehetőségről a Francia Természettudományi Akadémiát.
Már 1939 februárja folyamán kutatótársai közreműködésével bebizonyította láncreakció létrejöttének lehetőségét, áprilisban pedig egy fizikus kollégájával, Francis Perrinnel kiszámíttatta azt a minimális urántömeget, ami láncreakció fenntartását biztosítja. Francis Perrin ettől az időtől kezdve tagja lett kutatócsoportjának.
Attól félve, hogy az amerikai kutatók (Enrico Fermi, Szilárd Leó, Teller Ede vagy Wigner Jenő) egy szabadalommal megelőzhetik, repülővel Londonba küldte egyik munkatársát a láncreakció hírével, ami a londoni Nature folyóirat 143. számában meg is jelent.
Májusban már szabadalmat nyújtottak be a láncreakció energiafejlesztés, valamint a robbantás hatékonyabbá tétele céljából való használatára, ez utóbbit pusztán az intellektuális jogok biztosítása érdekében, amit a francia nemzetvédelmi minisztérium nyomban leblokkolt. 
Frédéric gyors intézkedéssel biztosította Franciaország számára Norvégiából a világ teljes nehézvíz készletét (185,5 kg-ot) valamint Afrikából a lehető legnagyobb mennyiségű uránércet.
Franciaországot rövidesen a német invázió veszélye fenyegette. Már a német csapatok 1940. június 14-én meg is érkeztek Párizsba. Ezalatt mégis sikerült Párizsból kicsempésztetnie és június 18-án hajóval elmenteni két értékes specialistájával Hans Halbannal és Lew Kowarskival mind a beszerzett nyersanyagokat, mind a laboratóriumi jegyzeteit és a szabadalom pontos leírását, hogy Angliában a német nemzetiszocialista hatáskörön kívül lehessenek.
Frédéric nem ment kutatótársaival; beteg feleségét kellett egy dordogne-i kórházban felkeresnie. Közben Párizsban Kurt Diebner német atomfizikus Otto Schumann SS generális segédletével a francia atomprogram állása után kezdett érdeklődni. Augusztus elején Edmond Ferral, Joliot-Curie intézetének adminisztrációs főnöke egy sürgős hivatalos levéllel visszahívta az intézetbe az egyetemi tanárokat Curie-vel egyetemben. Azt remélve, hogy a francia program segítségükre szolgálhat, a németek elküldték Párizsba közbenjáróként a jó francia tudású Wolfgang Gentner német atomfizikust, aki a frankfurti egyetem ösztöndíjával  már dolgozott Párizsban a háború előtt, először a Marie Curie intézetben, majd Frédéric csoportjában.
Az előzetesen kötött jó barátságra való tekintettel Frédéric beleegyezett a kutatás folytatásába Gentner vezetése alatt, a kutatóintézet ciklotronjának használatával együtt. A generális már Curie-vel való első találkozásakor kikötötte, hogy az intézet működtetési engedélye csak békés célokra szól.
Curie-nek sikerült elkerülnie, hogy a német náci mozgalmat támogassa: 1941-ben csatlakozott a „francia belső ellenálláshoz”, Résistance intérieure française, valamint a francia kommunistákhoz. Mint az ellenállás egyik szervező tagja, az általa vezetett „Nemzeti front”, Front nationale tagjai titokban találkoztak laboratóriumában. Része volt az 1944 augusztusi nacionalista-ellenes felkelésben is.

## A II. világháború után
Németország kapitulálása után, 1944 augusztusa és 1946 februárja között a CNRS, Centre national de la recherche scientifique, vagyis a francia „Nemzeti tudományos kutatási központ” igazgatói funkciójában működött. Ebben a szerepben 1945-ben részt vett a „francia atomenergia népbiztosságának”, Commissariat à l'Énergie Atomique, vagy CEA megteremtésében, aminek Charles de Gaulle köztársasági elnök „főbiztosává”, haut-commissaire nevezte ki. Így Frédéric Curie volt az, aki az első francia atomreaktor üzembevételét irányította.
Később egyes ténykedéseiért kérdőre vonták. Amikor ugyanis 1944-ben Pierre Auger és Jules Gueron francia atomfizikusok, akik a háború folyamán Kanadában a Chalk Riveri angol–kanadai atomfegyver-programon dolgoztak, Franciaország felszabadítása után hazatértek Európába és beszámoltak a brit-amerikai kutatási program állásáról Curie-nek, ő, mint a Francia Kommunista Párt Központi Bizottsági tagja, azt azon nyomban továbbította szovjet elvtársainak. Emiatt, nemzetbiztonsági okokra hivatkozva 1950-ben főbiztosi hivatalából leváltották.
Curie egyike volt 1955-ben annak a tizenegy neves egyéniségnek, akik egy kiáltványt írtak alá. Ez volt az úgynevezett Russell–Einstein-manifesztum, amelyben felhívták a nemzetek kormányzatainak figyelmét az atomenergia hadi célokra való használatának rettentő veszélyeire és amelynek kiértékelésére egy nemzetközi tudós konferencia megszervezését sürgették.
Felesége 1956-os halála után Frédéric vette át Irène funkcióját, a Párizsi Egyetem (Sorbonne) Atomfizikai tagozatának elnöki pozícióját, megtartva a Collège de France-nál betöltött professzori funkcióját is. Mindez a nukleáris fizikának a tudomány minden területén való alkalmazásának elősegítését jelentette, ami útján az orvosi tudomány nagy lépésekben haladt.
Joliot–Curie tagja volt a Francia Természettudományi Akadémiának, az orvosi akadémiának, valamint a Légion d'honeur „Francia Becsületrendnek” és külföldi tagja az angol „Királyi Társaságnak” (Royal Society), melynek 1947-es Hughes-érmét is elnyerte. 1946 és 1955 között ő volt az elnöke a francia Union rationaliste, vagyis „Racionalista egyesületnek” is. A Világ Béketanács, angolul World Council of Peace szervezetében, annak elnökeként végzett munkájáért 1951-ben a Nemzetközi Sztálin-békedíjjal jutalmazták, ami Sztálin becsületvesztése után 1956-ban Nemzetközi Lenin-békedíjra, teljes orosz nevén Mezsdunarodnaja Lenyinszkaja prjemija »za ukrjeplenyije mira mezsdu narodami« névre változott.
Joliot–Curie utolsó éveit egy nukleáris fizikai központ megteremtésével töltötte Orsayban. Mind lánya, mind fia ott végezte tanulmányait. Fia, Pierre ugyancsak neves fizikus lett. Sugárbiológiával is foglalkozott.